# 53e régiment de transmissions
 (juin 2021).
Il peut être nécessaire de l'améliorer pour respecter le principe de neutralité de point de vue. Veuillez consulter la page de discussion pour plus de détails.

 (avril 2021).
Si vous disposez d'ouvrages ou d'articles de référence ou si vous connaissez des sites web de qualité traitant du thème abordé ici, merci de compléter l'article en donnant les références utiles à sa vérifiabilité et en les liant à la section « Notes et références ».
Le 53e régiment de transmissions est une unité de l'Armée de terre française appartenant à la brigade d'appui numérique et du cyber.
Il est issu d’une lignée de bataillons et de compagnies de transmissions créés en Algérie, notamment de la compagnie mixte de transmissions 83/84 de la 3e division d'infanterie algérienne, il est stationné à Lunéville. Sa devise est : «Foudre dans l’azur » ; son chant régimentaire est : Souvenir qui passe.
Il est commandé depuis juin 2024 par le colonel Benjamin Piot.

## Drapeau

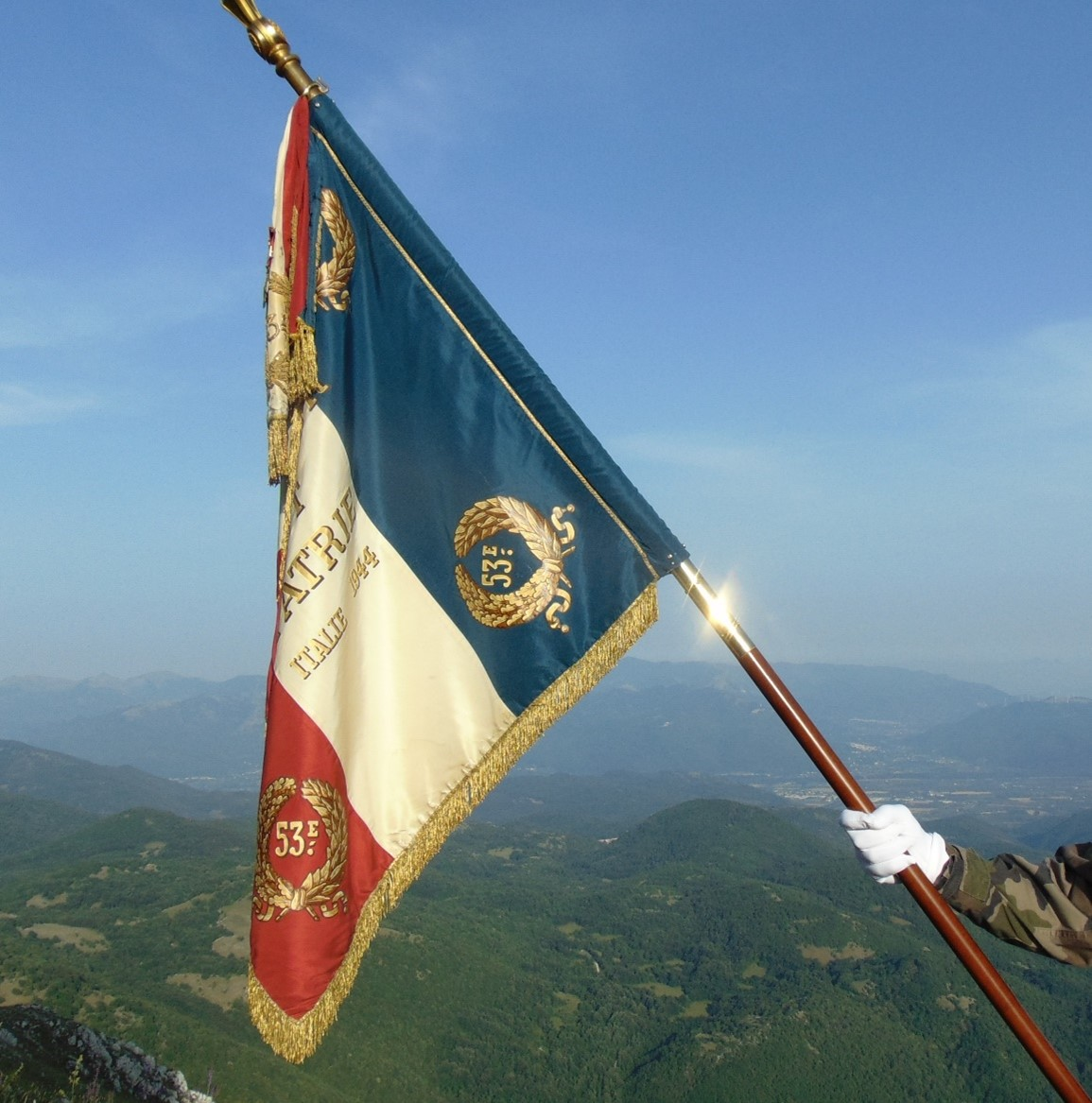
Drapeau du 53

En soie, aux trois couleurs nationales et frange d’or, le drapeau porte l'inscription « Italie 1944 », correspondant à la participation particulièrement brillante de la compagnie de transmissions 83/84 aux combats de la campagne d'Italie en 1944.
Il est décoré d'une croix de guerre croix de guerre 1939-1945 :
- une croix de guerre 1939-1945 avec citation à l'ordre du corps d'armée pour la compagnie de transmissions 96/84 le 12 juillet 1945 avec étoile de vermeil ;

A gauche, le drapeau du régiment lors d'un voyage commémoratif en Italie en 2019, porté par la garde au drapeau.

## Insigne

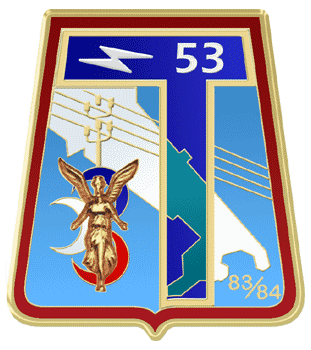
Insigne du 53e RT

### Héraldique
Écu de fantaisie d'azur bordé de gueules (bordeaux) à une carte d'Italie de candide, chargée d'un poteau et de fils électriques d'or, brochés d'un tau stylisé de turquin chargé d'un éclair et du nombre 53 d'argent accompagné de l'insigne de la 3e DIA et des nombres 83/84 en chiffres du second métal.

### Descriptif
Le tau bleu (symbole des Transmissions) en relief, est chargé sur la barre horizontale de l'étincelle et du chiffre 53 pour montrer qu'il s'agit de l'insigne du 53e RT.
L'insigne de la 3e DIA à gauche, et les chiffres 83/84, à droite, attestent de la filiation du 53e RT à savoir, la compagnie 83/84 qui était la compagnie de Transmissions de cette 3e DIA en 1944.
En fond, blanc sur le bleu clair et bleu clair sur le bleu foncé, la botte de l'Italie rappelle la brillante conduite de la 83/84e compagnie lors de la campagne d'Italie en 1944.
Représenté en bas à gauche, l'insigne de la 3e DIA, comporte une Victoire en superposition de trois croissants. Cette Victoire est celle de Constantine. C'est, en effet, à Constantine qu'a été créée le 1er mai 1943, la 3e DIA du  général de Monsabert, à partir de la division de marche de Constantine qui, aux ordres du général Welbert, a repris la Tunisie aux Allemands et aux Italiens entre novembre 1942 et mai 1943.
La devise du 53e régiment de Transmissions est "Foudre dans l'azur".

## Historique

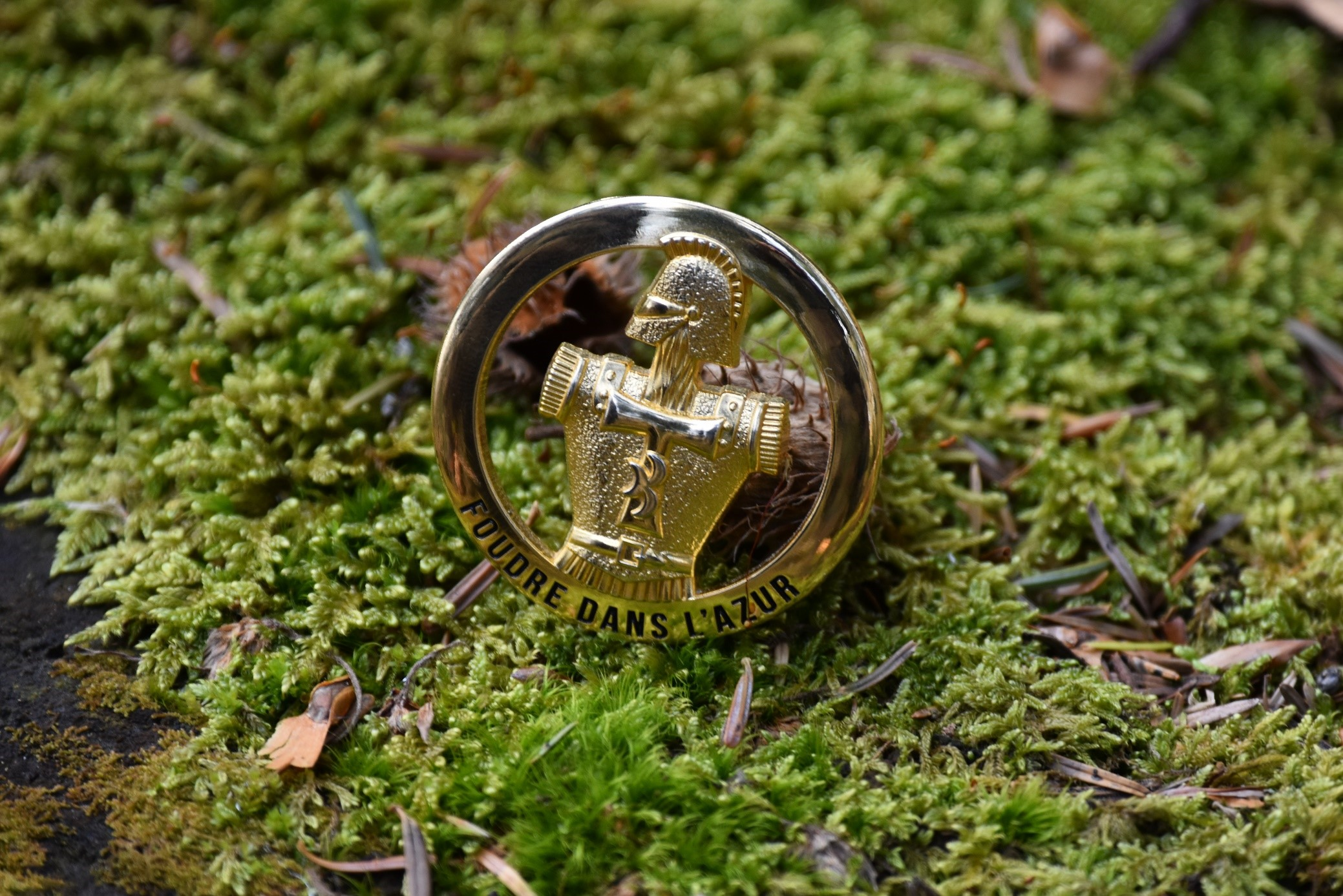
Insigne béret du 53

Le 53e régiment de transmissions a connu, depuis la création du 45e bataillon du génie en 1923, de nombreuses restructurations :
- 1923 : création du  45e bataillon du génie à Hussein-Dey (Algérie).
- 1935 : formation du  19e régiment du génie (fusion du 45e BT et du 32e bataillon de sapeurs mineurs).
- 1942 : création de l'Arme des Transmissions.
- 1943 :
  - Création de la 45/3 (3e compagnie du 45e BT) à Maison Carrée (Algérie).
  - Création de la 3e DIA (division d'infanterie algérienne).
  - 45/3 devient compagnie mixte de Transmissions 83/84 de la  3e DIA.
- 1945 :
  - 83/84 stationnée à Stuttgart (Allemagne).
  - 83/84 déménage à Lachen-Speyerdorf (Allemagne)
- 1946 : 83/84 devient 53e compagnie de transmissions à Bingen (Allemagne).
- 1947 :
  - Dissolution de la 53e CT.
  - Création de la 53e compagnie mixte de transmissions au sein du 46e bataillon de transmissions à Bad Kreuznach (Allemagne).
- 1949 : la 53e CMT devient 2e compagnie du 46e BT.
- 1958 : le 46e BT devient le 53e BT à Fribourg-en-Brisgau (Allemagne).
- 1969 : création du 53e RT à Fribourg (Allemagne).
- 1970 : le 53e RT devient  le 53e RCT.
- 1978 : le 53e RCT devient le 53e RT au sein du 2e corps d'armée (Allemagne).
- 1992 : dissolution du 53e RT à Fribourg (Allemagne).
- 1993 : recréation du 53e RT à Lunéville à partir de l'unité expérimentale Hadès créée en 1990. Le 53e RT devient le régiment de transmissions de la force Hadès (chargée de mettre en œuvre le missile du même nom).
- 1997 : le 53e RT Hadès devient le 53e RT Rita. Le 1er juillet, le régiment est rattaché à la brigade de transmissions.
- 1er juillet 1999 : intégration du régiment dans le corps européen / OPCOM.
- 2001 : transformation du corps européen en corps de réaction rapide européen.
- 2002 : mixité par l'intégration d'une compagnie TEI du 43e RT.
- 2003 : fin du lien avec le corps européen, le régiment réintègre la brigade de transmissions et d'appui au commandement (BTAC) dont l'état-major est basé, également à Lunéville comme le régiment.
- 2008: L'éventualité d'un départ du régiment étant d'actualité, diverses manifestations de protestation ont lieu à Lunéville et dans la région[3].
- 2009 : 
  - transfert de la 6e compagnie pour la Direction interarmées des réseaux d'infrastructure et des systèmes d'information (DIRISI)
  - Intégration du régiment à la base de défense de Nancy (BdD) : « expérimentale ». Le régiment contribue pleinement à l'expérimentation de la mise en œuvre de la réforme lancée à l'été 2008, au sein d'une base de défense interarmées dans laquelle l'armée référente est l'Armée de l'air.
  - changement d'articulation du régiment en "régiment de transmissions et d'appui au commandement" (RTAC) : les compagnies ne sont plus organisées comme réservoirs de moyens. Elles sont désormais quasi identiques, dénommées « compagnies d'appui au commandement » (AC type 1, AC type 2) et comportent des capacités de soutien de quartier général (SQG). De plus, une compagnie est créée et porte le numéro 7. Cette création est opérée en maintenant le nombre de compagnies constant au sein de la BTAC : transfert de capacités en provenance du 6e RCS de Douai réorganisé également en RTAC et du 18e RT, prévu d'être dissous en 2010.
- 2010 : départ de l'état-major de la brigade de transmissions et d'appui au commandement de Lunéville pour Douai en juillet.
- 2016 : la brigade de transmissions et d'appui au commandement est dissoute et remplacée par le commandement des systèmes d'information et de communication (COMSIC).

- 2017: Dissolution de la 7e compagnie et création de la 6e compagnie, appelée compagnie d'exploitation des réseaux SCORPION (CERéS).
- 2025 : Dissolution de la 6e compagnie : compagnie d'exploitation des réseaux SCORPION (CERés).

## Liste des chefs de corps
- 1993-1994 : lieutenant-colonel DELLE LUCHE
- 1994-1996 : colonel POTIER
- 1996-1998 : colonel DORANGE-PATTORET
- 1998-2000 : colonel BURLETT
- 2000-2002 : colonel PUEL
- 2002-2004 : colonel GENETEL
- 2004-2006 : colonel Jean-Michel HOUBRE
- 2006-2008 : colonel François LEBLANC
- 2008-2010 : colonel Norbert CHASSANG
- 2010-2012 : colonel Stéphane BELLAMY
- 2012-2014 : colonel Vincent THEVENON
- 2014-2016 : colonel Patrick BIETRY
- 2016-2018 : colonel Nicolas DELORT
- 2018- 2020 : colonel Xavier DUBREUIL
- 2020-2022 :colonel Cyrille DE BOYSSON[4]
- 2022-2024: colonel Jean-Baptiste GLOTIN
- Depuis 2024: colonel Benjamin PIOT

## Composition
Le régiment est composé de 7 compagnies.

### 1recompagnie
Devise : Au plus loin !
Chant : La mort
Ville jumelée : Chanteheux

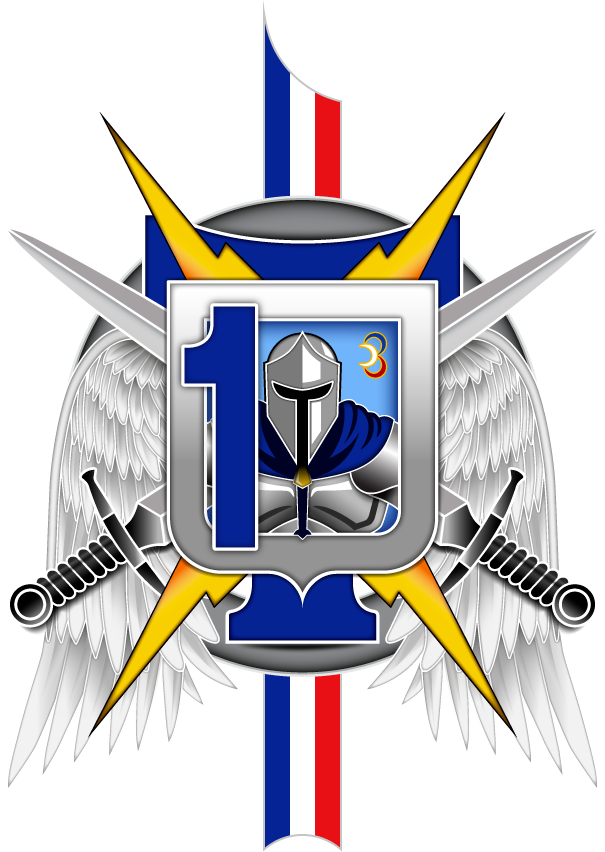
Insigne 1re compagnie

Depuis l’été 2017, la 1re compagnie devient une « Compagnie de Transmissions d’Appui au Contact » (CTAC type 2) articulée autour de deux sections de raccordement en mesure d’appuyer tout élément tactique.
Marquant la fin historique d’une grande unité volumineuse armant les postes de commandement de 2e niveau (type division), elle devient une unité plus mobile, souple et agile dédiée à l’appui SIC des états-majors de niveau 3 à 4, des éléments organiques d’états-majors et au renfort des compagnies de commandement et de transmissions (CCT).
À cet effet, elle fournit un certain nombre de moyens pour le raccordement et la desserte des postes de commandement concernés, en déployant un large éventail de matériels et systèmes majeurs : COMCEPT, SYRACUSE, ASTRIDE, BLR-IP, PTN-IP et desserte informatique.

### 2ecompagnie
Devise : Vae Victis !
Chant : La France en danger
Ville jumelée : Azerailles

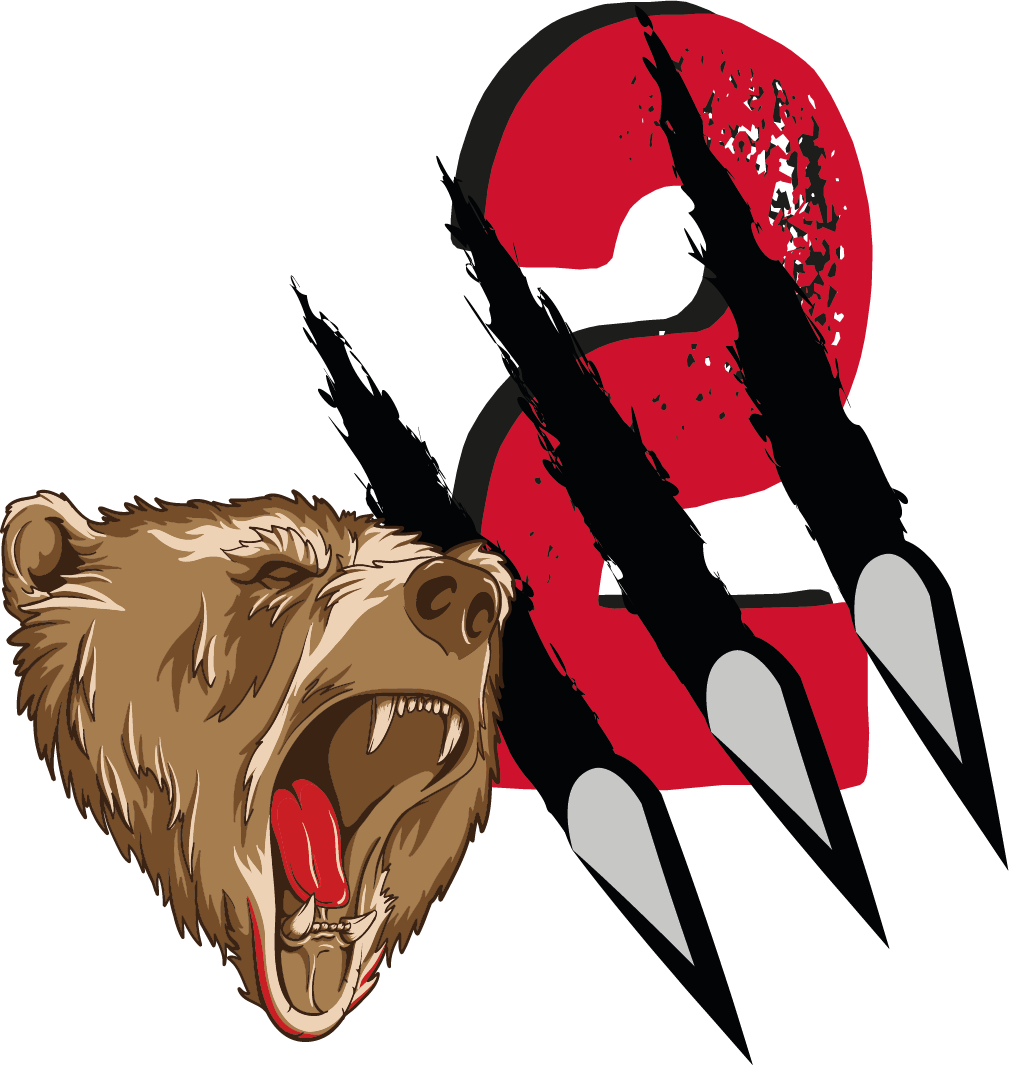
Insigne 2e compagnie

Unité opérationnelle SIC, la 2e compagnie du 53e régiment de transmissions a pour mission de permettre le raccordement et la desserte de poste de commandement de niveau 3 (brigade) ainsi que de contribuer au maillage du terrain par le réseau de zone.
Pour cela, elle dispose de 2 sections « SIC » et d’une section de commandement.
Engagé en 2018 sur la mission de courte durée en Polynésie française, la 2e compagnie a relevé de nombreux défis.
Elle en relève également en 2021 sur différentes projections ainsi que sur l'opération SENTINELLE.
Les moyens dont elle dispose regroupent des Systèmes d’Information et de Communication :
Les systèmes de communication VAB ML, station Tri bande/ MD, station HD TAC, stations REMO, stations COMCEPT, station Inmarsat, station de commutation RITA 2G (CART, CMAI) et stations ASTRIDE phase II. Elle détient également les compétences pour la mise en œuvre des systèmes d’information tels que SICF, FROPS, Intraced, Intradef, ELINFO.

### 3ecompagnie
Devise : Faire face !
Chant : Je t'aime ô ma patrie
Ville jumelée : Chenevières

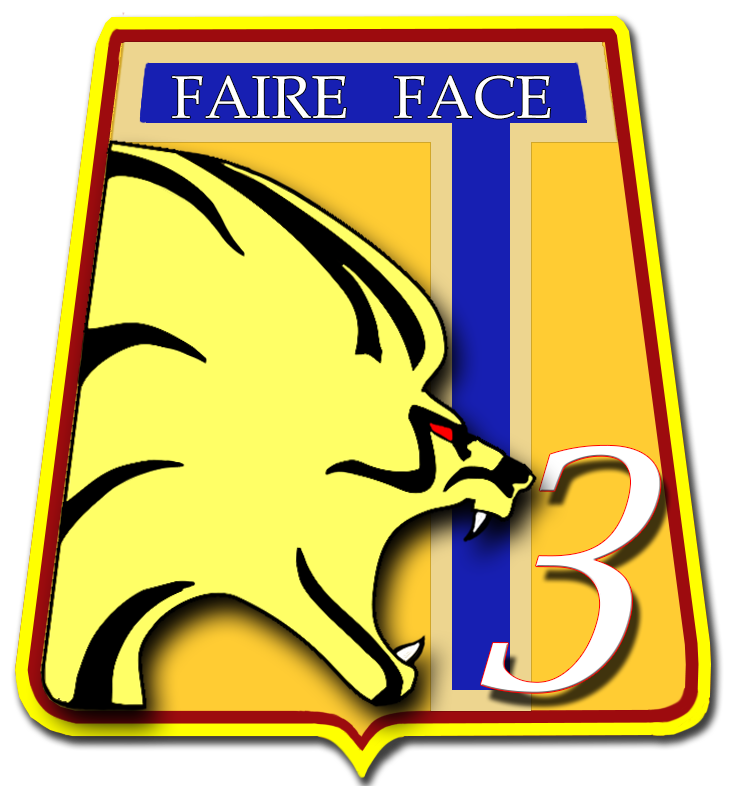
Insigne 3e compagnie

Unité opérationnelle SIC, la 3e compagnie du 53e régiment de transmissions a, depuis le 15 juin 2009, pour mission de permettre le raccordement et la desserte de poste de commandement.
Elle est également en appui de la Compagnie d’Exploitation des Réseaux Scorpion (CERéS) dans le cadre des expérimentations ASTRIDE PHASE II.
Engagé en 2018 sur l’opération DAMAN et LYNX, la 3e compagnie a « Fait Face » a de nombreux défis. Elle est toujours prête à en relever de nouveaux dès 2024, avec des engagements dans le cadre de mission SENTINELLE et les différents renforts liés aux OPEX au Liban, en BSS, en Europe.
Les moyens dont elle dispose regroupent des Systèmes d’Information et de Communication :
Les systèmes de communication VAB ML, station Tri bande/ MD, station HD TAC, stations REMO, stations COMCEPT, station Inmarsat, station de commutation RITA 2G (CART, CMAI) et stations ASTRIDE phase II. Elle détient également les compétences pour la mise en œuvre des systèmes d’information tels que SICF, FROPS, Intraced, Intradef, ELINFO.

### 4ecompagnie
Devise : Avec nous, partout !
Chant : Les commandos
Ville jumelée : Hériménil

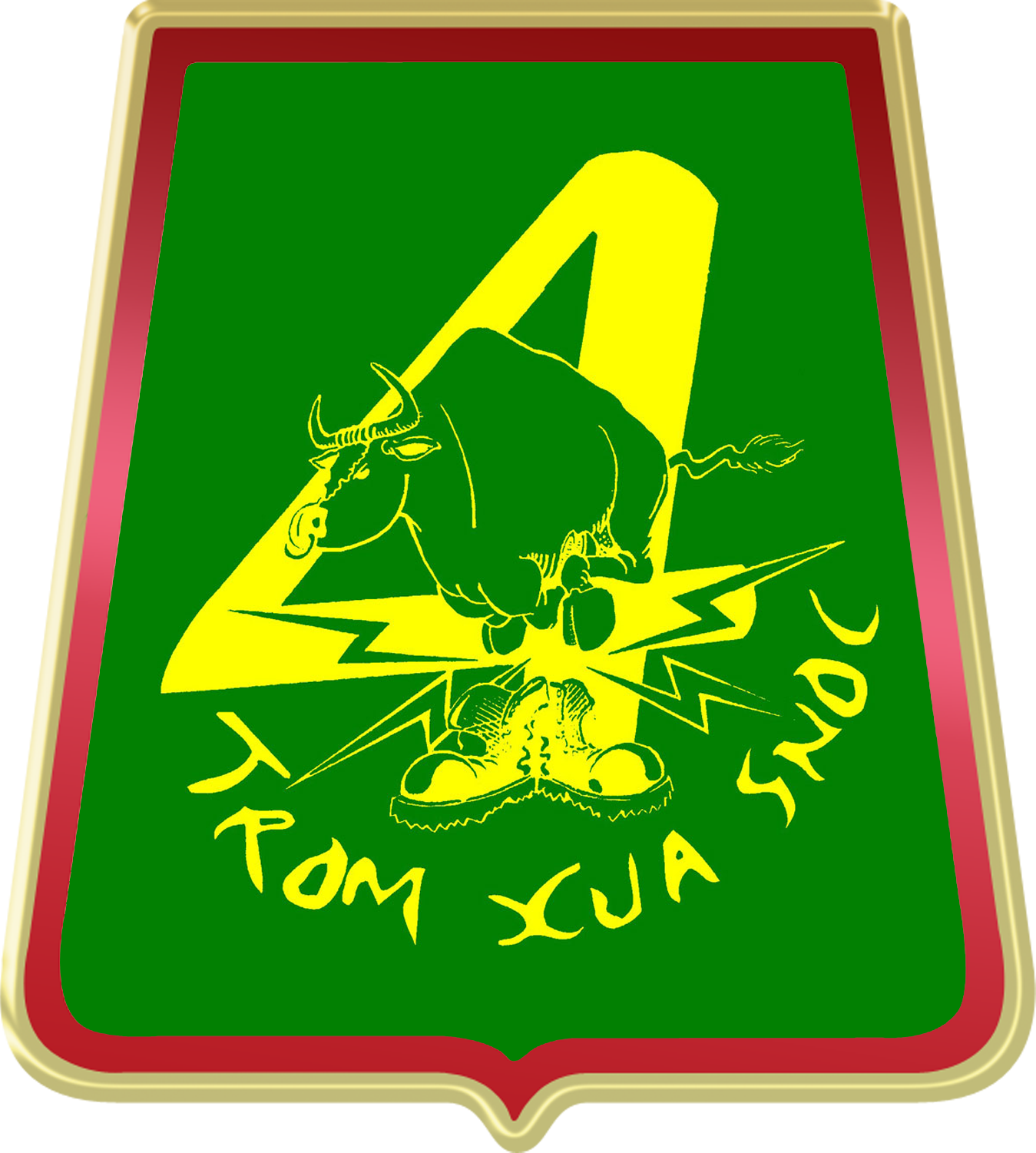
Insigne 4e compagnie

La 4e compagnie est chargée d’armer un sous groupement transmissions au profit d’une grande unité.
Elle est en mesure de mettre en œuvre les systèmes d’information et de communication nécessaires au commandement d’un PC de niveau 3 (PC de type brigade), d’un PC tactique ou PC de circonstance ainsi que des moyens de communication pour relier ces PC entre eux.
Participant à toutes les missions et opérations du régiment. La 4e compagnie a été projetée sur plusieurs théâtres d’opération et contribue régulièrement à la mission SENTINELLE. Elle fournit aussi une part non négligeable de personnel sur les projections majeures du régiment.
Elle met en œuvre : les moyens pour le raccordement et la desserte des PC, des nœuds de communication, les moyens satellitaires.

### 5ecompagnie

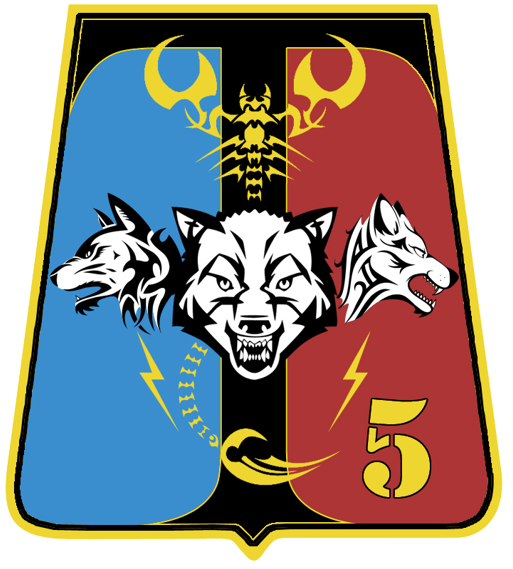
Insigne 5e compagnie

Devise : Une place pour chacun, chacun à sa place !
Chant : Te Sitima
Ville jumelée : Saint-Clément
La 5e compagnie est une compagnie de transmissions d’appui au déploiement. Elle a pour mission de mettre en œuvre les stations radios (portables ou  embarquées), mettre en œuvre les centraux et la dessertes téléphoniques des centres d’opérations, mettre en place la partie environnement des centres d’opérations (tentes, AMPC…), assurer la sécurité des emprises des centres.
Les hommes et femmes de la compagnie sont des opérateurs radio-graphiste, des pilotes mouvement ravitaillement (poids lourds, super poids lourds), des énergistes, des aides aux usagers.
Ils mettent en place et assurent la sécurité des centre d’opérations au Mali comme en France et déploient tout le réseau de téléphonie partout dans le monde.
La compagnie a été projetée sur tous les fronts : Mali, République Centrafricaine, Tchad, Liban, Réunion, Guyane, Gabon, Guinée, Koweït, Martinique.

### 10ecompagnie- réserve
Devise : Résiste et mord
Chant : Le chant de l'infanterie
Ville jumelée : Jolivet
Composée uniquement de réservistes, la 10e compagnie a comme mission principale la protection du territoire notamment sous le format SENTINELLE. La compagnie est amenée à être leader sur l’organisation d’exercice de niveau régimentaire.
Principalement déployée sur des missions SENTINELLE, en autonomie ou renforçant les unités d’active, la compagnie fournit également des personnels pour les services régimentaires sur son temps dédié comme en soutien aux unités d’active  (SECDEF).
Les hommes et femmes de la compagnie sont d’horizon hétérogène et ils sont tous volontaires pour servir en plus de leur activité civile : anciens militaires d’active, personnel issus des formations réservistes (Formation militaire initiale de réserve), le personnel de la 10e compagnie exerce une activité dans le civil : étudiants, salariés, civils de la défense, cadres en entreprise, fonctionnaires, avocats, artisans, médecins, …
La compagnie représente un vivier de volontaires de près de 300 réservistes.
Chacun d’entre eux apportant ses compétences, connaissances civils pour servir au sein de la compagnie, tout en étant des militaires répondant aux mêmes exigences que nos frères d’armes d’active.

### Compagnie de commandement et de logistique

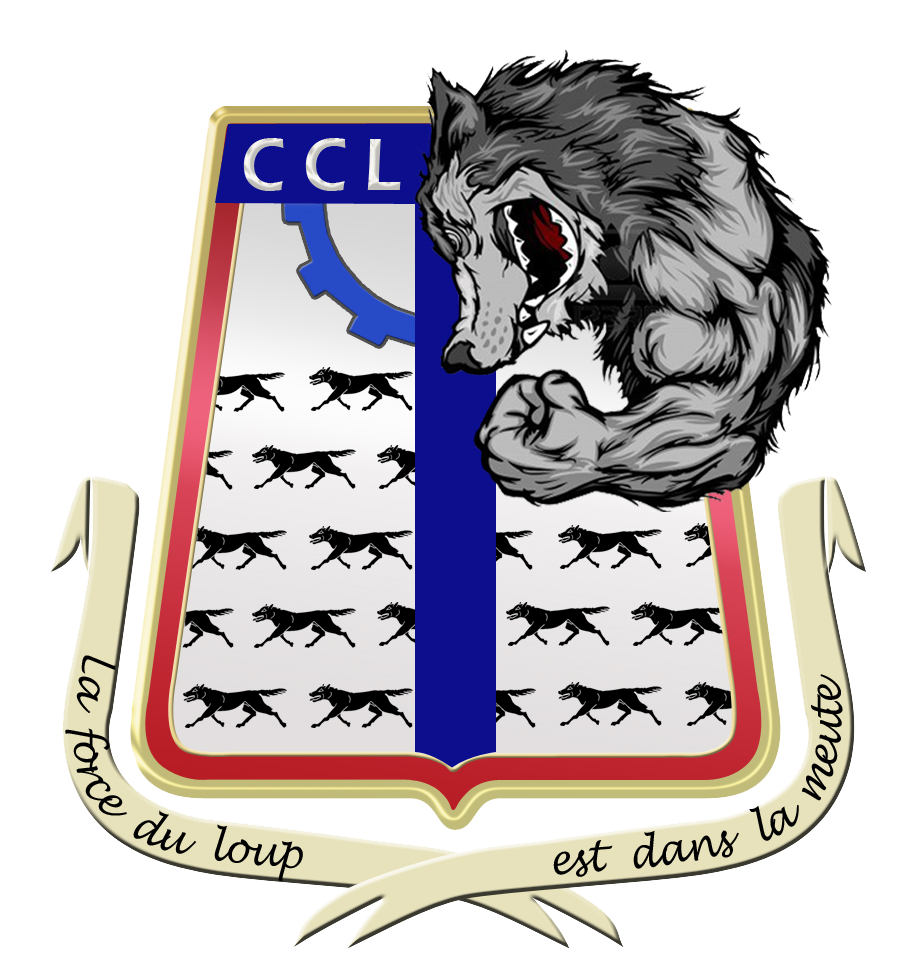
Insigne CCL

Devise : La force du loup est dans la meute !
Chant : Ceux du Liban
Ville jumelée : Vitrimont
Au sein du régiment, la CCL a pour mission de soutenir, instruire et mettre en condition les compagnies de transmissions pour l’engagement en opérations, gérer administrativement le personnel ainsi qu’assurer la préparation et la maintenance de l’ensemble du matériel du régiment.
Elle est également impliquée dans tous les domaines d’engagement du régiment, des missions extérieures ou intérieures (SENTINELLE), en passant par les nombreux exercices où elle a pour mission simultanée d’armer le Centre de Mise en Œuvre SIC, un TC2 mais également si besoin l’Unité Vie Logistique (UVL).
La CCL a été ou est déployée sur de nombreux les théâtres d’opérations : Afghanistan, Côte d’Ivoire, Mali, Tchad, République Centre Africaine, Irak, EAU, Koweït, Guinée … ainsi que sur les MCD DROM-COM : Guyane.

## Partenariat
En 2017, le régiment accueille parmi son personnel le caporal-chef Sabrina Enaux, sportive de haut niveau en VTT XCO (Cross Country Olympique). Affectée pour la première fois au régiment en 2007, elle rejoint le Centre National des Sports de la Défense (CNSD) à Fontainebleau en 2014 où elle continue d'agrémenter son palmarès, puis rejoint son régiment d'origine trois ans plus tard.
Elle a notamment été championne de France militaire de VTT six fois, deux fois vice-championne de France et fait partie de l'équipe préolympique en 2008, 2012, 2016 et 2020.
Assignée au bureau des sports, elle participe également au rayonnement du régiment.

## Parrainage du régiment
Le 17 janvier 2022, le régiment a eu l'honneur d'être parrainé par le champion de natation Théo Curin.